# 투 도어 시네마 클럽
투 도어 시네마 클럽 (Two Door Cinema Club)은 영국 북아일랜드 다운주의 뱅고어와 도나하디에서 2007년 결성된 인디 록 밴드이다. 멤버는 알렉스 트림블 (보컬, 리듬 기타, 비트, 신디사이저)과 샘 할리데이 (리드 기타, 백보컬), 케빈 베어드 (베이스, 백보컬)이다. 프랑스 레이블인 키츠네 뮤직 소속이며, 2010년 3월 1일 데뷔앨범 《Tourist History》를 발매하였다. 이 앨범으로 밴드는 아일랜드의 초이스 뮤직 프라이즈에서 '2010년 올해의 앨범상'을 수상하였다. 또한 2012년 9월 3일에 발매한 2집 《Beacon》으로 발매 즉시 아일랜드 음반 차트에서 1위를 차지한 바 있다.

## 결성
보컬 트림블과 기타리스트 할리데이가 만난 것은 영국 북아일랜드 다운주 뱅고어 소재의 뱅고어 그래머 스쿨 (영국의 8년제 인문계 중·고등학교) 재학 당시였다. 이 둘은 자신들이 아는 여학생들에게 "작업을 거는" 베어드를 발견했고, 곧 셋은 친구가 되었다. 어느날 할리데이가 '튜더 시네마 (Tudor Cinema)'라는 동네 영화관의 이름을 '투도어 시네마'라고 잘못 발음하자, 셋은 이것에 착안해 2007년 ‘투 도어 시네마 클럽’이라는 이름의 밴드를 정식 결성하고는 마이스페이스 페이지에 자작곡을 여러 곡 올렸다. 이들은 곧이어 이어진 뜨거운 반응으로 인해 대학 입학을 포기하고는 음악 작업에 몰두하였고, 2009년에 1월에 발매한 EP <Four Words to Stand On>로 비평가들에게 좋은 평가를 받았다. 다수의 음악전문 블로그에 소개되면서 지명도가 높아지자 밴드는 그해 7월, 런던의 이스트코트 스튜디오에서 프로듀서 엘리엇 제임스와 함께 본격적으로 데뷔 앨범 녹음작업을 시작했다. 또한 9월에는 프랑스 하우스 듀오인 카시우스의 필립 즈다르와 함께 파리에서 믹싱작업도 시작하였다. 이어 12월에는 165명의 영국 음악비평가들이 다음 해에 기대되는 뮤지션을 선정하는 차트인 BBC의 '사운드 오브 2010' 후보에 이름을 올리기도 하였다.

## 음악 활동

### 《Tourist History》(2010)
2010년 1월 영국 음악잡지 NME와의 인터뷰에서 데뷔앨범의 트랙리스트 등에 대하여 공식적으로 발표한 투 도어 시네마 클럽은, 아일랜드에서는 그해 2월 26일에, 영국에서는 3월 1일에, 미국에서는 4월 27일에 데뷔앨범 《Tourist History》를 발매하였다. 그러나 이에 앞서 싱글 <Something Good Can Work>와 〈I Can Talk〉, <Undercover Martyn>이 각각 2009년 4월과 11월, 2010년 2월에 발매되었는데, 이 중 <Something Good Can Work>와 <Undercover Martyn>은 영국과 아일랜드의 이동통신사인 보다폰과 미티오의 TV 광고 삽입곡으로 이미 큰 인지도를 얻은 상태였다. 이 곡들은 비디오게임에 삽입되기도 하였는데, <Undercover Martyn>은 소니 컴퓨터 엔터테인먼트 사의 자회사인 폴리포니 디지털 사의 그랜 투리스모 5 사운드트랙에, 〈I Can Talk〉는 FIFA 11과 NBA 2K11의 사운드트랙에 포함되었다. 또한 2011년에는 <Something Good Can Work>와 <Do You Want It All>이 영국 영화 샬레이 걸 (Chalet Girl)에, <This is the Life>가 미국 영화 소울 서퍼 (Soul Surfer)에 삽입된 바 있다.
미국에서도 좋은 반응을 얻은 투 도어 시네마 클럽은 2011년 1월 18일에 미국 NBC의 심야 토크쇼인 늦은 밤 지미 펄론과 함께 (Late Night with Jimmy Fallon)에 게스트로 등장하여 <What You Know>를 부르기도 했으며, 그해 3월 3일에는 아일랜드의 초이스 뮤직 프라이즈에서 ‘2010년 올해의 앨범상’을 수상하였다. 밴드는 데뷔 후 처음으로 수상한 기념으로 고향의 ‘아바나’라는 아프리카 어린이 원조 자선단체에 상금을 기부하였다. 이어 3월 16일에는 MTV의 미국 대학생 전문채널인 mtvU의 우디 어워즈에서 신인상을 수상하기도 했다.

### 《Beacon》(2012)
2012년 6월 20일, 투 도어 시네마 클럽은 2집 앨범 《Beacon》이 영국에서는 2012년 9월 3일에, 그 외 국가에서는 9월 4일에 발매될 예정이라고 공식 발표하였다. 프로듀싱은 U2와 REM, 스노우 패트롤, 블록 파티 등 유수의 밴드들과 작업한 바 있는 아일랜드의 유명 프로듀서 잭나이프 리가 맡았다.
2012년 7월 19일 밴드는 <Sleep Alone>을 타이틀곡으로 선정하여 21일 정식 싱글 발매를 앞두고 MNE 홈페이지에 선공개하였고, 8월 8일에는 밴드의 유튜브 계정에 공식 뮤직비디오를 올렸다. 이 곡은 9월에 카사비안의 <Club Foot>, 블록 파티의 <We Are Not Good People> 등의 곡과 함께 FIFA 13의 사운드트랙에 포함되었다. 이어 밴드는 두 번째 싱글로 <Sun>을 선정하여 10월 11일에 뮤직비디오를 공개했고, 11월 18일에는 싱글을 정식으로 선보였다.
2집 앨범 발매 후 밴드는 팬들을 위해 이색적으로 <What We See>라는 제목의 4부작 다큐멘터리 단편을 공개한 바 있다. 멤버들의 친구인 그렉 휴스턴이 촬영한 이 영화는, 그가 2012년 여름 동행했던 투 도어 시네마 클럽의 유럽 투어 실황을 담았다.

## 투어 경력
투 도어 시네마 클럽은 정규앨범 발매 전후로 오토크래츠와 델픽, 폴스, 피닉스, 메트로노미 등 수많은 밴드들의 공연에서 오프닝 밴드로 활약하였으며, 2010년 3월에는 영국과 아일랜드에서 앨범 발매 기념 단독 투어를 가졌다. 또한 6월에는 케임브리지 대학교의 메이 볼 (May Ball) 축제에 초대되어 여러 번 공연하기도 했다. 이어진 아시아 투어에서는 호주와 일본, 한국, 인도네시아, 싱가포르, 홍콩을 찾았는데, 우리나라에서는 섬머 위크 앤 티 페스티벌에서 오토크래츠와 함께 공연한 바 있다. 2011년에는 신인 밴드로서는 드물게 글래스톤베리 페스티벌, 옥시즌, 티 인 더 파크, 아일 오브 와이트 페스티벌 등 영국과 아일랜드 내 굵직한 락 페스티벌에 참가하였으며, 호주의 스플렌더 인 더 그래스 페스티벌, 미국의 코첼라 밸리 뮤직 앤 아트 페스티벌 등 해외의 유수 페스티벌에서 공연하기도 했다.
2012년에는 5, 6월 두 달에 걸쳐 미국 투어를 마쳤고, MNE 어워즈 투어에서는 헤드라이너로 무대에 섰다. 이어 포르투갈의 SW TMN 페스티벌에 참가 후 영국의 레딩 앤 리즈 페스티벌과 베스티벌, 미국 테네시주 맨체스터의 보나루 뮤직 앤 아츠 페스티벌, 이탈리아 베로나의 어 퍼펙트 데이 페스티벌에 참가하였다.
2013년에는 2012년 12월부터 두 달 간 계획된 호주 투어를 기점으로, 7월에 스코틀랜드의 티 인 더 파크 2013에 참가할 예정이다. 멜버른과 시드니, 브리즈번 등에서 공연하는 호주 투어에는 백신즈와 정글 자이언츠가 서포팅 밴드로 참여한다.

## 기타 활동
2012년 7월, 보컬 알렉스 트림블은 2012 런던 올림픽의 개막식에 언더월드의 릭 스미스가 작곡한 <Caliban's Dream>을 부르며 등장하였다. 그는 영국 일간지 더 선과의 인터뷰에서 개막식의 총연출자였던 영화감독 대니 보일이 자신을 직접 뽑았다고 밝혔다. 그는 자신의 매니저로부터 전화로 이 사실을 전해들었던 순간을 다음과 같이 묘사했다. "아침에 자고 있는데 전화가 왔어요. 아직 잠도 덜 깨고 술도 덜 깬 상태였는데, 감독님이 저보고 올림픽에서 노래를 불러줬으면 좋겠다고 했다는 거예요. 그 말을 듣고 나서 또 잤어요. 그리고 일어난 다음에는 전화 받았던 게 꿈인 줄 알았죠. 그런데 매니저한테 다시 한 번 전화를 받았고, 그 땐 정말 확실히 "해야죠"라고 했어요."

## 디스코그래피

### 정규 앨범
| 연도                                                              | 음반 설명 | 차트 최고 순위 | 차트 최고 순위 | 차트 최고 순위 | 차트 최고 순위 | 차트 최고 순위 | 차트 최고 순위 | 차트 최고 순위 | 차트 최고 순위 | 판매기록   |
| 연도                                                              | 음반 설명 | 아일랜드       | 영국           | 호주           | 벨기에         | 프랑스         | 독일           | 네덜란드       | 미국           | 판매기록   |
| ----------------------------------------------------------------- | --- | -------------- | -------------- | -------------- | -------------- | -------------- | -------------- | -------------- | -------------- | ---------- |
| 2010                                                              | 《Tourist History》 - 발매: 2010년 2월 26일 (영국), 2010년 4월 27일 (미국) - 레이블: 키츠네 뮤직 - 형태: CD, 디지털 음원, 레코드판 | 16             | 24             | 44             | ―              | 51             | ―              | 72             | ―              | 영국: 골드 |
| 2012                                                              | 《Beacon》 - 발매: 2012년 9월 3일 (영국), 2012년 9월 4일 (미국) - 레이블: 키츠네 뮤직 - 형태: CD, 디지털 음원, 레코드판            | 1              | 2              | 4              | 19             | 17             | 21             | 18             | 17             |            |
| "―"는 해당 국가에서 차트에 오르지 못했거나 발매되지 않았음을 뜻함 | |                |                |                |                |                |                |                |                |            |

### 싱글
| 2009                                                              | 〈Something Good Can Work〉 | 56  | ―  | 18 | ―  | 《Tourist History》 |
| 2009                                                              | 〈I Can Talk〉              | 139 | ―  | ―  | ―  | 《Tourist History》 |
| 2010                                                              | 〈Undercover Martyn〉       | 79  | ―  | 49 | ―  | 《Tourist History》 |
| 2010                                                              | 〈Come Back Home〉          | ―   | ―  | ―  | ―  | 《Tourist History》 |
| 2011                                                              | 〈What You Know〉           | 64  | 16 | ―  | 22 | 《Tourist History》 |
| 2012                                                              | 〈Sleep Alone〉             | 79  | 18 | ―  | 19 | 《Beacon》          |
| 2012                                                              | 〈Sun〉                     | 66  | ―  | 81 | ―  | 《Beacon》          |
| "―"는 해당 국가에서 차트에 오르지 못했거나 발매되지 않았음을 뜻함 |                             |     |    |    |    |                     |

### EP
- <Four Words to Stand On> (2009년 1월 20일 키츠네 뮤직 발매)

| #  | 제목                          | 재생 시간 |
| -- | ----------------------------- | --------- |
| 1. | 〈Cigarettes In the Theatre〉 | 3:34      |
| 2. | 〈Do You Want It All?〉       | 3:30      |
| 3. | 〈New Houses〉                | 3:18      |
| 4. | 〈Undercover Martyn〉         | 2:48      |
| 5. | 〈Standing On Ghosts〉        | 3:30      |

## 참고 문헌
1. ↑  irishcharts.com - Discography Two Door Cinema Club
2. ↑  “Two Door Cinema Club - An Interview | Amelia's Magazine”. 2012년 8월 1일에 원본 문서에서 보존된 문서. 2012년 5월 6일에 확인함.
3. ↑  TLOBF Interview :: Two Door Cinema Club | The Line of Best Fit
4. ↑  BBC Sound of 2010: The Longlist | BBC News
5. ↑  "Two Door Cinema Club announce debut album plans" | News | NME.COM
6. ↑  CHALET GIRL SOUNDTRACK ON SPOTIFY | Chalet Girl on Set
7. ↑  Soul Surfer Movie Soundtrack
8. ↑  Two Door Cinema Club - Music - Late Night with Jimmy Fallon
9. ↑  “Bangor band wins top music prize - The Irish Times - Fri, Mar 04, 2011”. 2012년 10월 23일에 원본 문서에서 보존된 문서. 2012년 5월 6일에 확인함.
10. ↑  Two Door Cinema Club Choice winners - RTÉ Ten
11. ↑  Winners of Choice award keep Door open for charity - National News - Independent.ie
12. ↑  “mtvU Woodie Awards | 2011 | Highlights, Winners, Performers and Photos from the 2011 mtvU Woodie Awards | MTV.com”. 2012년 4월 18일에 원본 문서에서 보존된 문서. 2012년 5월 6일에 확인함.
13. ↑  “Two Door Cinema Club announce new album Beacon | Rekwired”. 2016년 1월 29일에 원본 문서에서 보존된 문서. 2012년 7월 14일에 확인함.
14. ↑  Two Door Cinema Club unveil new single 'Sleep Alone' - Listen | News | MNE.COM
15. ↑  Two Door Cinema Club, Kasabian set for FIFA 13 soundtrack | Gigwise
16. ↑  Video: Premiere: Two Door Cinema Club Rock European Festivals in 'What We See' | Rolling Stones
17. ↑  “Pedestrian Interviews Two Door Cinema Club and Autocratz - Pop Culture News - Pedestrian TV”. 2012년 4월 20일에 원본 문서에서 보존된 문서. 2012년 5월 9일에 확인함.
18. ↑  Delphic, Two Door Cinema Club for Kitsune UK tour | News | NME.com
19. ↑  NME Live Reviews - Live Review: Foals/Two Door Cinema/Wet Paint - NME.com
20. ↑  “Pedestrian Kitsuné at Summer Week & T. festival - Kitsune Journal”. 2010년 8월 15일에 원본 문서에서 보존된 문서. 2012년 5월 9일에 확인함.
21. ↑  Two Door Cinema Club to headline NME Awards 2012 - ticket details | News | MNE.COM
22. ↑  A Perfect Day Festival 2012 | A Perfect Day Festival 2012 Line-up and Posters | Songkick
23. ↑  “News Story”. 2013년 2월 4일에 원본 문서에서 보존된 문서. 2012년 12월 31일에 확인함.
24. ↑  Two Door Cinema Club's Alex Trimble struggled to keep Olympics role a secret - Olympics, Sport - Belfasttelegraph.co.uk
25. ↑  Alex Trimble says he thought offer to sing at the Olympics was a dream | The Sun | Showbiz|Bizarre
26. ↑  “Certified Awards Search | BPI.co.uk”. 2017년 10월 6일에 원본 문서에서 보존된 문서. 2012년 5월 9일에 확인함.